# 规模报酬
规模报酬是一个形容投入要素变化和产出变化关系的概念。
对于某个给定公司的生产函数，如果产出与投入成相同比率变化，则称为规模报酬恒定，如果产出比例低于投入比例称为规模报酬递减，反之称为规模报酬递增。